# Sigillo delle Samoa Americane

Sigillo delle Samoa Americane.

Il sigillo delle Samoa Americane è basato sui disegni tradizionali locali. Il fue rappresenta saggezza, mentre il bastone, chiamato To'oto'o, rappresenta l'autorità. Entrambi i simboli venivano utilizzati dai capi per indicare il loro rango. La scodella tanoa rappresenta il servizio del capo.
Il motto samoano Samoa Muamua Le Atua può essere tradotto come “Samoa, sia Dio il primo”.